# وارخا
ورجیا (به هلندی: Warga) یک منطقهٔ مسکونی در هلند است که در بوارن استریم واقع شده‌است. ورجیا ۱٬۵۶۰ نفر جمعیت دارد.